# Museo Maserati

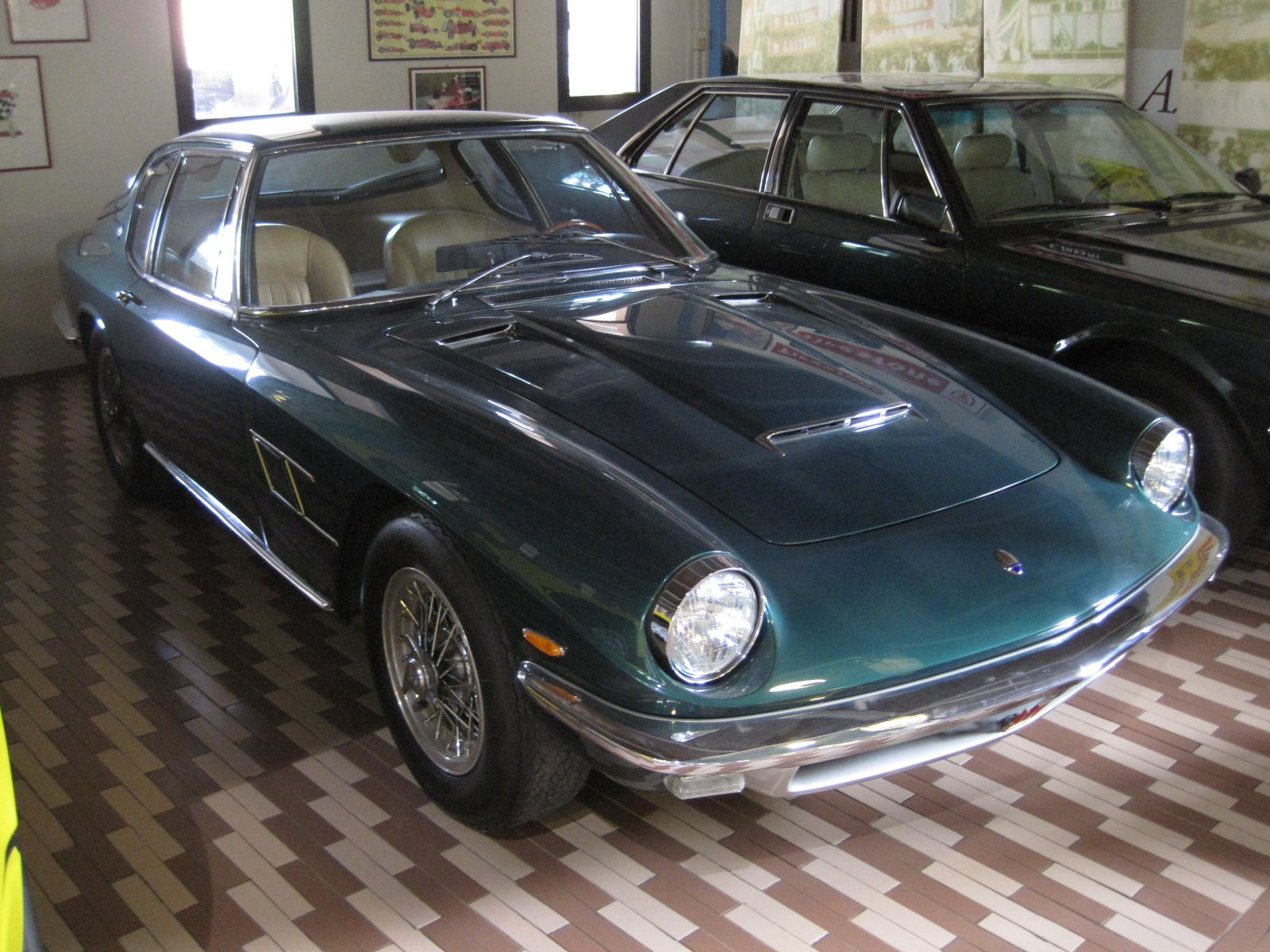

Het Museo Maserati of de Collezione Umberto Panini (CUP) (Panini Motor Museum) is een museum in het Italiaanse Modena, op het domein van de familie Panini tussen Baggiovara en Magreta. Het museum is gewijd aan de auto en meer specifiek aan Maserati. De familie Panini kocht 19 Maserati's uit de collectie van het merk Maserati, toen die in 1996 dreigden geveild te worden buiten Italië.